# Vias (Francia)
Vías es una comuna francesa situada en el departamento de Hérault, en la región de Occitania.

## Demografía
| 2216 | 2364 | 2582 | 2934 | 3517 | 4354 | 5882 |
| Para los censos de 1962 a 1999 la población legal corresponde a la población sin duplicidades (Fuente: INSEE [Consultar]) |      |      |      |      |      |      |

## Imágenes

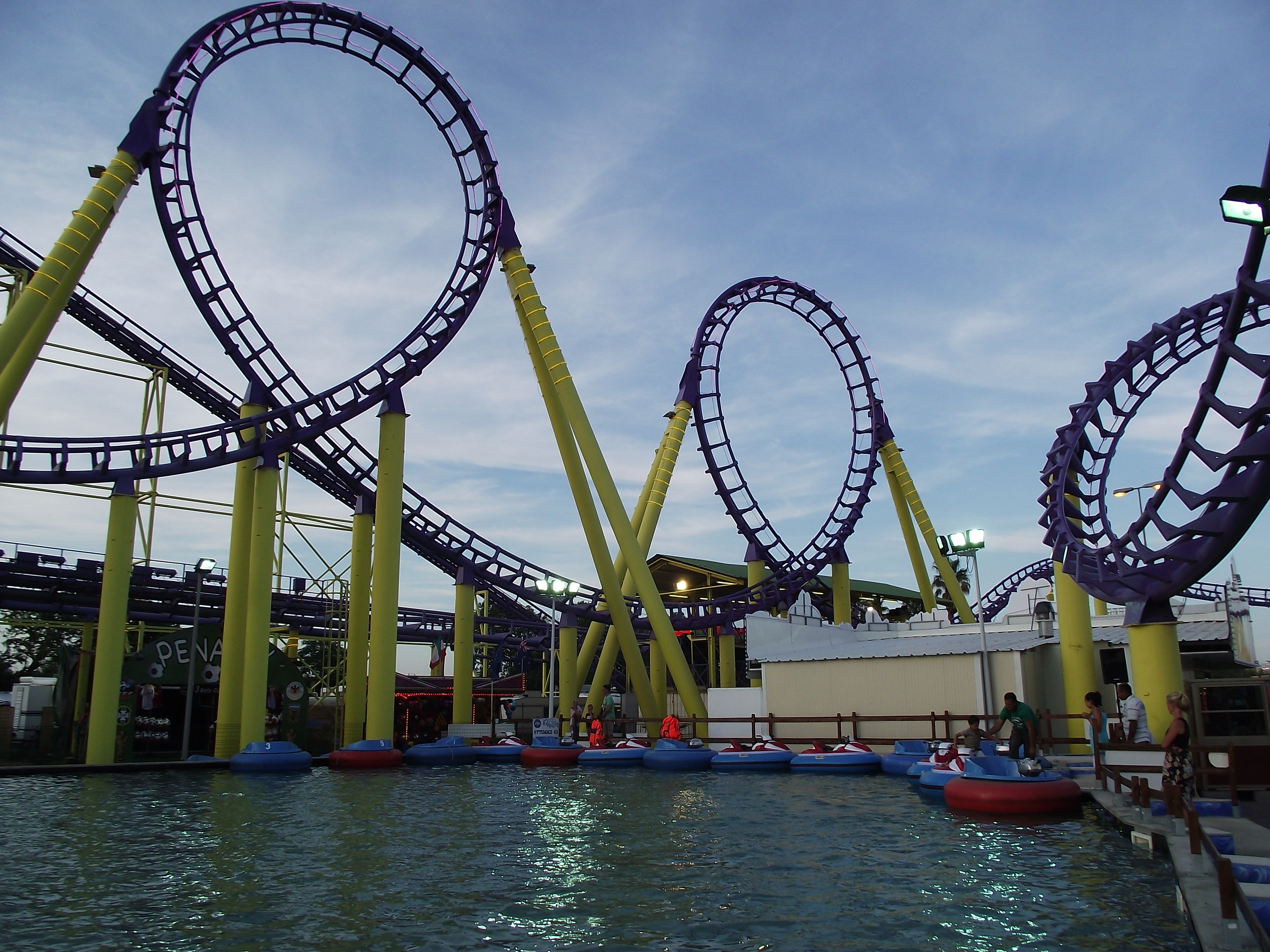
Europark
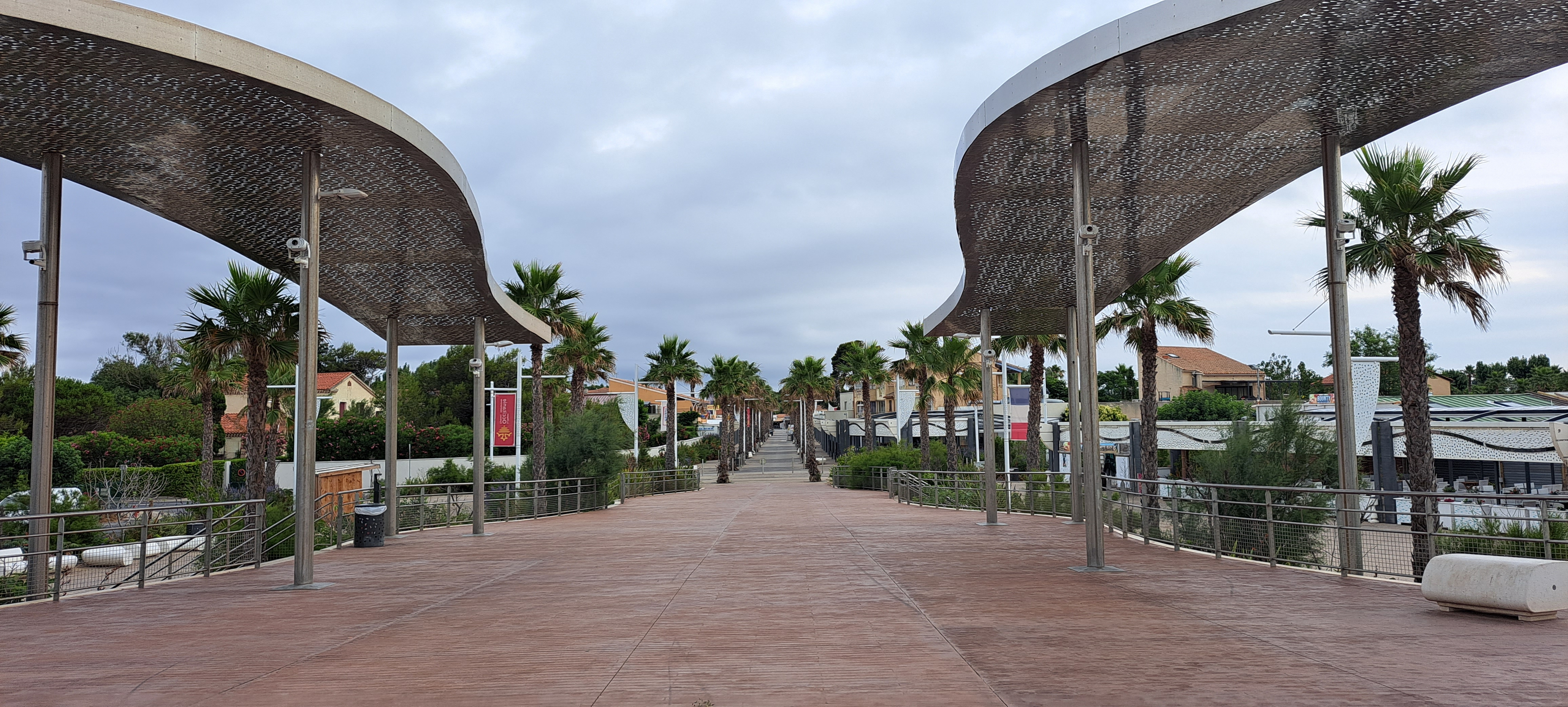
Vias Plage
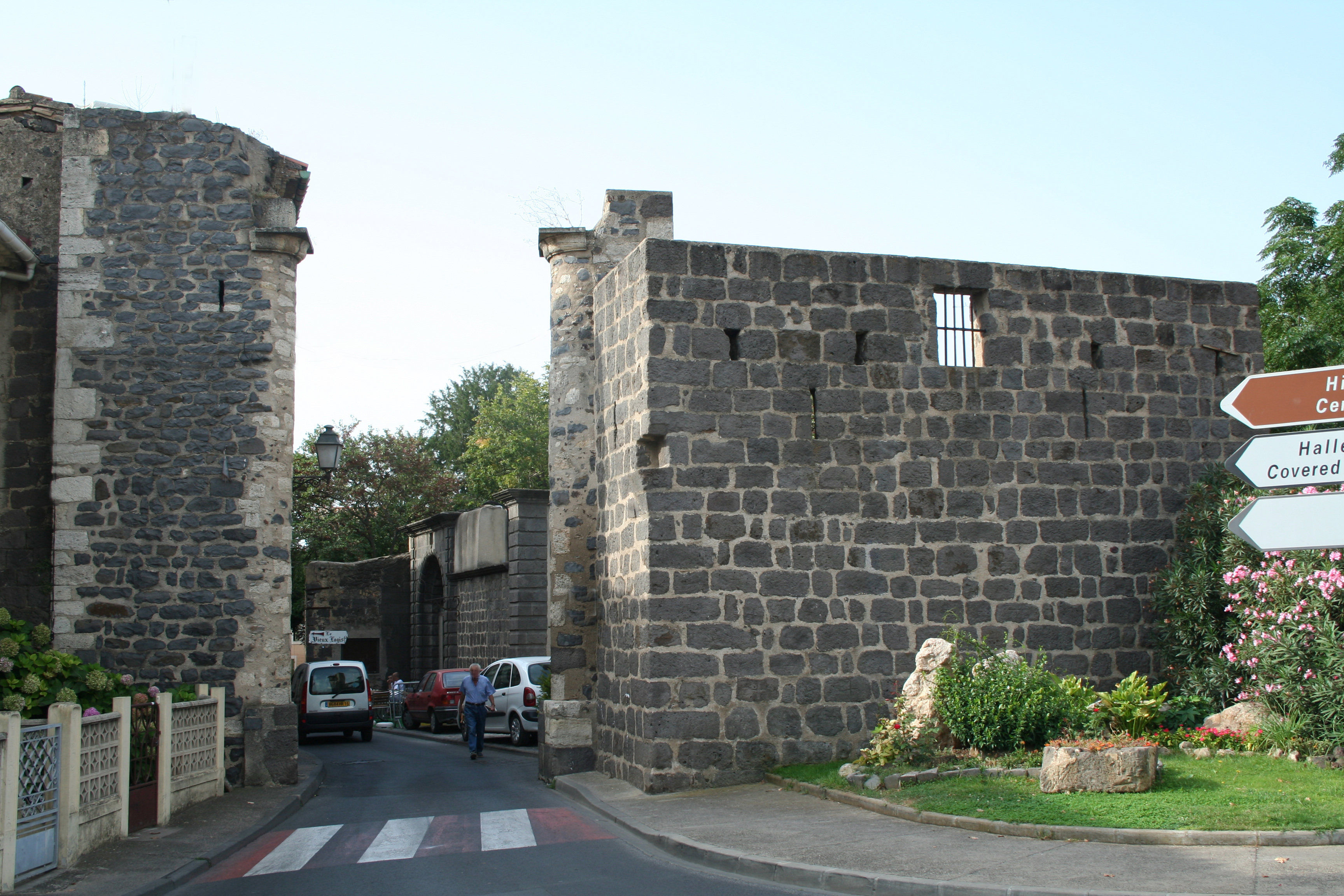
Calle de las Murallas (Rue des Remparts)
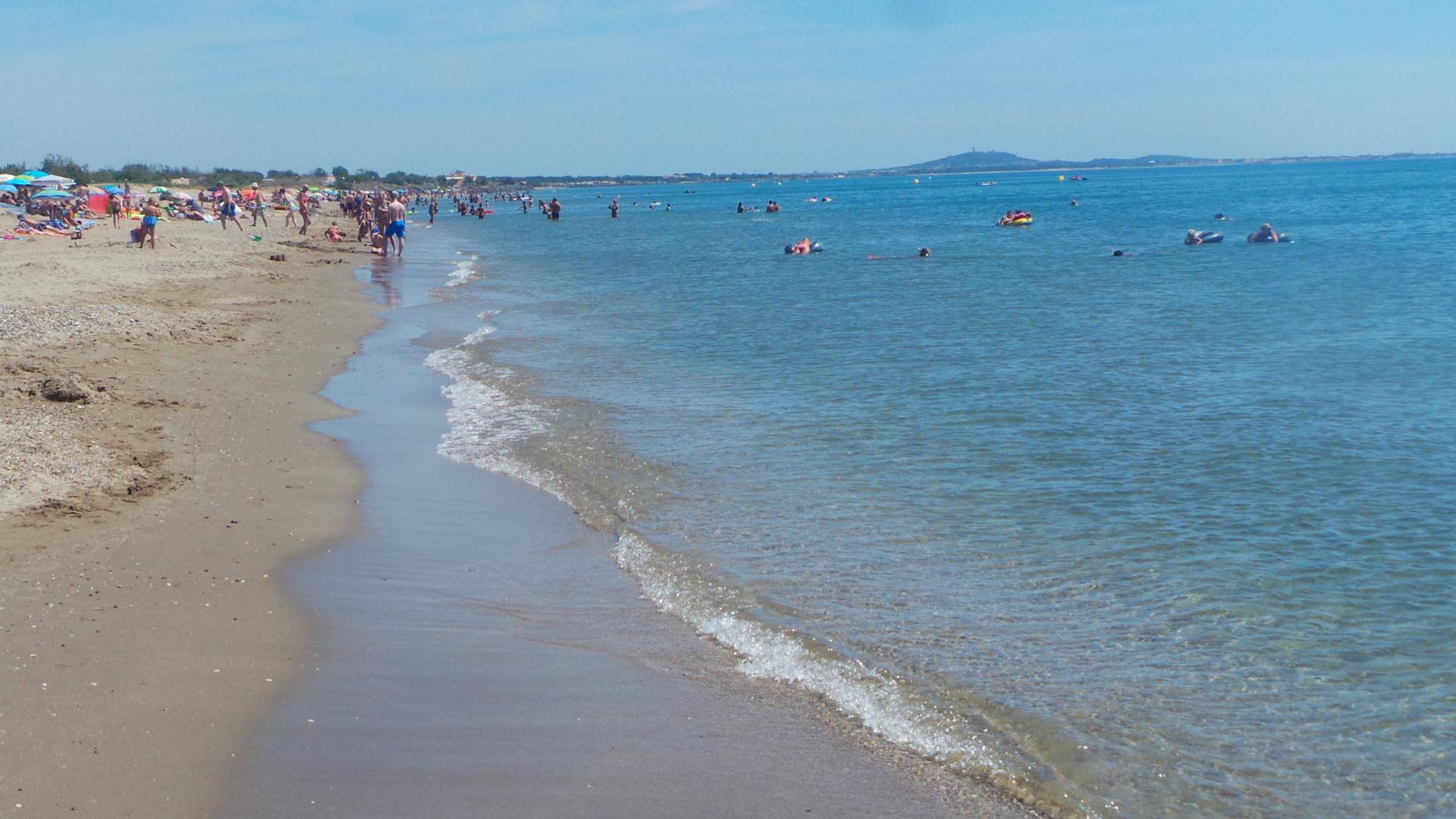
La playa
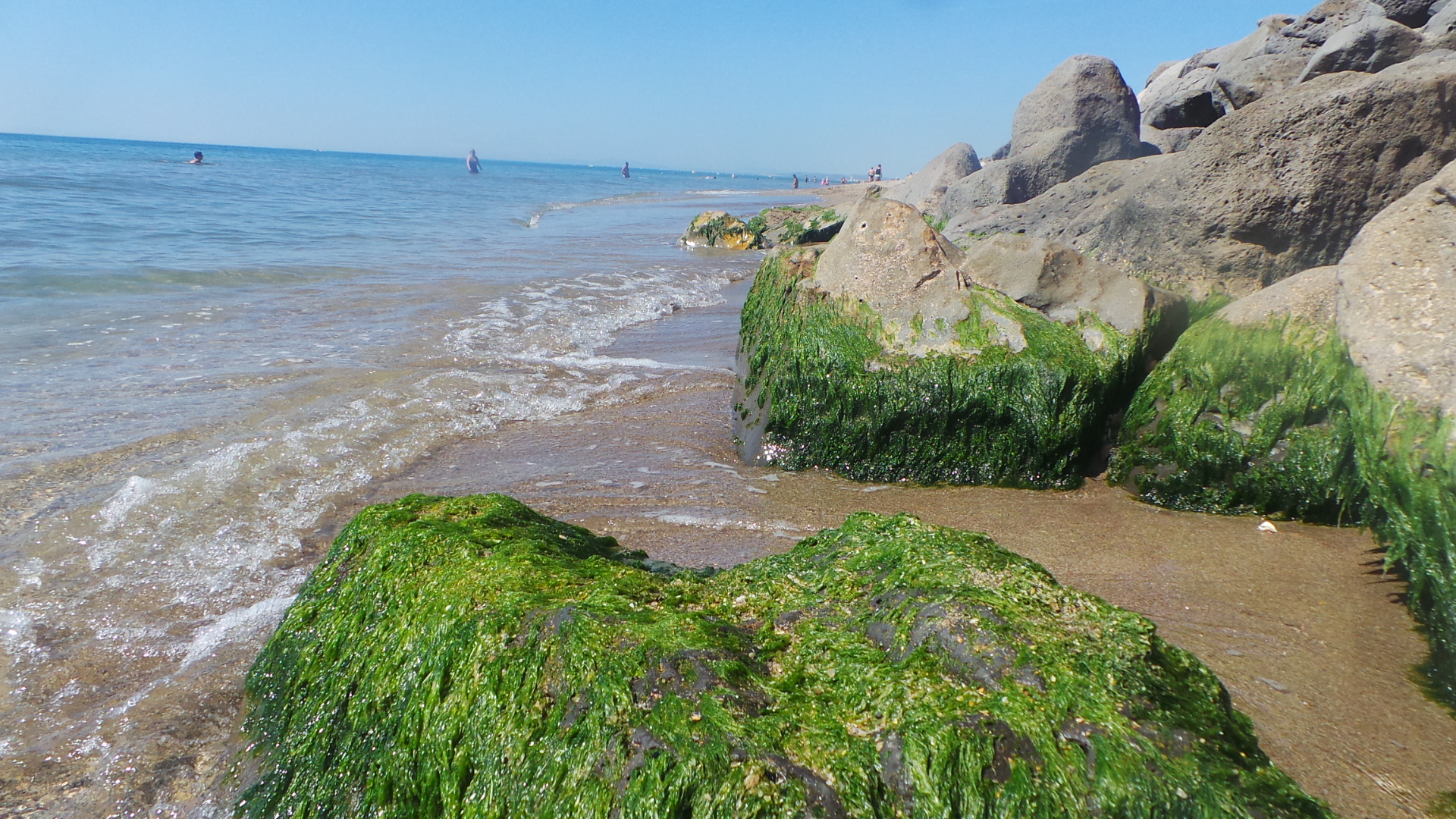
Vista de la costa
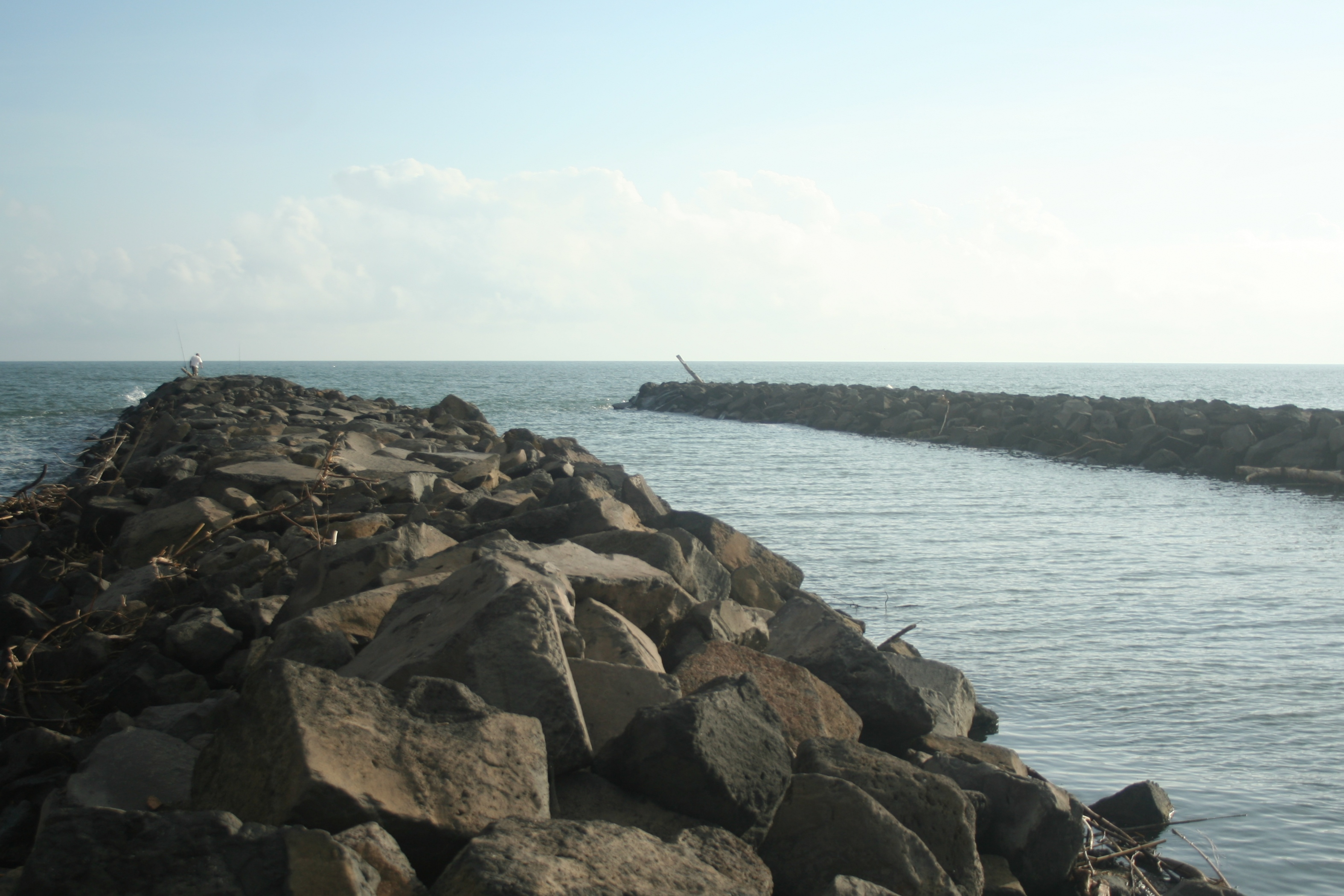
Desembocadura del río Libron en el Mediterráneo